# Giovanni Crastone
Giovanni Crastone (Castel San Giovanni, ... – 1497 ca) è stato un umanista italiano.

## Biografia
Nato a Castel San Giovanni, nel Piacentino, intorno al 1410, appartenne all'ordine dei Carmelitani e durante i suoi studi divenne un profondo conoscitore della lingua greca antica. Ammirato dal vescovo di Bergamo Ludovico Donato, da Girolamo Landriani, Tristano Calco, Jacopo Antiquario e Giorgio Merula, Giovanni Crastone collaborò assiduamente tra il 1475 e il 1495 con Bonaccorso da Pisa nella pubblicazione di volumi riportanti opere della letteratura greca. Fu tra i principali diffusori della lingua e della letteratura greca antica insieme al Merula e a Demetrio Calcondila e viene ricordato per il Lexicon graeco-latinum, la sua opera più importante pubblicata a Milano prima del 1478. 